# Concatedral de San Sebastián (Coronel Fabriciano)

Interior de la catedral

La Concatedral San Sebastián, se encuentra en la ciudad de Coronel Fabriciano, Minas Gerais (Brasil), en la esquina de la calle San Sebastián con la calle Angélica. Es la cosede de la diócesis de Itabira-Fabriciano junto a la Catedral Nuestra Señora del Rosario en Itabira.

## Historia
Anteriormente, las misas se celebraban en la capilla del colegio Angélica o en la Iglesia Matriz de San Sebastián. Pero con el creciente número de usuarios las celebraciones pasaron a ser realizadas en el patio de la escuela.
A finales de los años 80 del siglo XX, el actual párroco padre Élio vio la necesidad de construir una nueva iglesia. Y a partir de donaciones, es como se empezó a edificar la actual Catedral San Sebastián.
La catedral fue inaugurada oficialmente el domingo 4 de julio de 1993 y fue dedicada a San Sebastián por ser el patrón de la ciudad.
Hoy en día la catedral se reconoce como un monumento de la ciudad y también recibe la visita de habitantes de las ciudades cercanas como Ipatinga y Timóteo.